# Bazoilles-et-Ménil
Bazoilles-et-Ménil is een gemeente in het Franse departement Vosges (regio Grand Est) en telt 114 inwoners (1999). De plaats maakt deel uit van het arrondissement Neufchâteau.

## Geografie
De oppervlakte van Bazoilles-et-Ménil bedraagt 5,7 km², de bevolkingsdichtheid is dus 20 inwoners per km².
De onderstaande kaart toont de ligging van Bazoilles-et-Ménil met de belangrijkste infrastructuur en aangrenzende gemeenten.

## Demografie
Onderstaande figuur toont het verloop van het inwonertal (bron: INSEE-tellingen).